# ارکوپ
ارکوپ (به انگلیسی: ERCO_Ercoupe) یک هواگرد ملخ‌پیشین تک‌موتوره از نوع هواگرد سبک ساخت شرکت Engineering and Research Corporation است. هواگرد ارکوپ نخستین پروازش را در ۱۹۳۷ میلادی انجام داد. در مجموع، تعداد ۵٬۶۸۵ فروند از این هواگرد ساخته شده‌است.
طراح این هواگرد، Fred Weick بود.